# Cleaner (film, 2025)
Pour les articles homonymes, voir Cleaner.
Pour plus de détails, voir Fiche technique et Distribution.
Cleaner est un film britannique réalisé par Martin Campbell et sorti en 2025.

## Synopsis
Des militants s'infiltrent dans le gala organisé au Shard, plus haut gratte-ciel de Londres. Ils prennent le contrôle du gala annuel d'une entreprise spécialisée dans l'énergie et dénoncer la corruption qui y règne. Certains membres les plus radicaux du groupe décident de prendre les centaines d'invités présents en otages. Joey Locke, ancienne militaire aujourd'hui laveuse de vitres, est présente sur les lieux et va tenter de s'interposer.

## Fiche technique
Sauf indication contraire, les informations mentionnées dans cette section peuvent être confirmées par la base de données cinématographiques IMDb,  présente dans la section « Liens externes ».
- Titre original : Cleaner
- Réalisation : Martin Campbell
- Scénario : Simon Uttley
- Musique : Tom Hodge
- Décors : N/A
- Costumes : Amanda Monk
- Photographie : Eigil Bryld
- Montage : N/A
- Production : Mikayla Soo-ni Campbell, Cindy Cowan, Thomas Fanning, Gavin Glendinning , Michael Kuhn et Sébastien Raybaud
- Sociétés de production : Anton et Qwerty Films
- Sociétés de distribution : Sky Cinema (Royaume-Uni, vidéo à la demande), Belga Films (Belgique), Quiver Distribution (Canada, États-Unis)
- Budget : N/A
- Pays de production :  Royaume-Uni
- Langue originale : anglais
- Format : couleur
- Genre : thriller, action
- Dates de sortie[2] :
  - Royaume-Uni et États-Unis : 21 février 2025
- Classification[3] :
  - États-Unis : R

## Distribution
- Daisy Ridley : Joey Locke
- Clive Owen : Marcus
- Taz Skylar : Noah
- Ray Fearon : Kahn
- Akie Kotabe : James Horsley

## Production
En mai 2023, il est annoncé que Martin Campbell va réaliser le film, qui est produit par Sebastien Raybaud et Callum Grant,. Dès l'annonce du projet, Daisy Ridley est confirmée dans le rôle principal. Peu après, elle est rejointe par Clive Owen. En octobre 2023, l'acteur espagnol Taz Skylar est également confirmé.
Le tournage a lieu à Londres et débute en septembre 2023. Des images du film sont dévoilées en octobre 2023. Les prises de vues ont notamment lieux dans les Winnersh Film Studios dans le Berkshire.

## Sortie et accueil
En septembre 2024, il est annoncé que Sky Original Film a acquis les droits de distribution pour le film avec une diffusion prévue courant 2025 sur la plateforme britannique Sky Cinema. Le film sera diffusé le 21 février 2025.